# Verdener Moor
Das Verdener Moor ist ein Naturschutzgebiet in der niedersächsischen Gemeinde Kirchlinteln im Landkreis Verden.

## Allgemeines
Das Naturschutzgebiet mit dem Kennzeichen NSG LÜ 176 ist rund 91 Hektar groß. Das Gebiet steht seit dem 16. Dezember 1989 unter Naturschutz. Zuständige untere Naturschutzbehörde ist der Landkreis Verden.

## Beschreibung
Das Naturschutzgebiet liegt im Osten des Landkreises Verden und stellt den Rest eines Hochmoorgebietes unter Schutz, das entwässert und durch Torfabbau stark verändert wurde. Durch den Torfabbau ist im Zentrum des Schutzgebietes ein Gewässer entstanden. Im Randbereich wurden Teilflächen zu Grünland kultiviert bzw. werden forstwirtschaftlich genutzt, stellenweise finden sich Heideflächen. Im Zentrum des Schutzgebietes sind Teilflächen nicht abgetorft worden.
Das Moorgebiet ist großflächig verbuscht. Durch Entkusselung und Wiedervernässung des Moores sind Teilbereiche dabei, sich zu regenerieren.
Das Gebiet wird nach Osten zur Lehrde und nach Westen zum Gohbach entwässert.